# Чемпионат мира по стрельбе из лука 1946
10-й чемпионат мира по стрельбе из лука 1946 года прошёл в Стокгольме (Швеция) с 6 по 11 августа. Чемпионат был организован Всемирной федерацией стрельбы из лука (FITA). Это был первый чемпионат мира по стрельбе из лука после Второй мировой войны. До него последний был проведён в 1939 году.

## Медалисты

### Классический лук
| Дисциплина                     | Золото                    | Серебро       | Бронза          |
| Мужчины. Индивидуальный турнир | Эйнар Танг-Холбек         | Ханс Даутгин  | Ове Хансен      |
| Женщины. Индивидуальный турнир | Петронелла де Вартон-Бурр | Джулиа Странн | Луиза Неттлетон |
| Мужчины. Командный турнир      | Дания                     | Чехословакия  | Франция         |
| Женщины. Командный турнир      | Великобритания            | Швеция        | не определялось |

## Медальный зачёт
| Место | Страна         | Золото | Серебро | Бронза | Всего |
| ----- | -------------- | ------ | ------- | ------ | ----- |
| 1     | Дания          | 2      | -       | 1      | 3     |
| 1     | Великобритания | 2      | -       | 1      | 3     |
| 3     | Швеция         | -      | 3       | -      | 3     |
| 4     | Чехословакия   | -      | 1       | -      | 1     |
| 5     | Франция        | -      | -       | 1      | 1     |